# Diane McBain
Diane McBain, född 18 maj 1941 i Cleveland, Ohio, död 23 april 2022 i Los Angeles, Kalifornien, var en amerikansk skådespelerska.

## Rollista i urval
- 1959 – Maverick (TV-serie)
- 1960 – Det började en sommar
- 1965–1967 – Mannen från UNCLE (TV-serie)
- 1966 – California Holiday
- 1966 – Spinout
- 1967 – The Karate Killers
- 1970 – Utan förbarmande
- 1973 – Wicked, Wicked
- 1979, 1981 – Charlies änglar (TV-serie)
- 1982 – Dallas (TV-serie)
- 1982–1984 – Våra bästa år (TV-serie)
- 1988 – General Hospital (TV-serie)